# Џејми Мари
Џејмс „Џејми“ Мари (енгл. James "Jamie" Murray; Данблејн, 13. фебруар 1986) шкотски је тенисер. Игра у конкуренцији парова, a 4. априла 2016. је по први пут у каријери био најбољи дубл тенисер света (48. у историји рангирања дубл играча). Његов млађи брат Енди је био најбоље рангирани британски тенисер у синглу.
У конкуренцији мушких парова са Бруном Соаресом освојио је две гренд слем титуле: Отворено првенство Аустралије 2016. и Отворено првенство САД 2016.
Вимблдон у конкуренцији мешовитих парова је освојио 2007. у пару са српском тенисерком Јеленом Јанковић да би 2017. у пару са Мартином Хингис поново узео Вимблдон и по први пут Отворено првенство САД. 2018. је успешно одбранио титулу на Отвореном првенству САД, овога пута удруживши снаге са Бетани Матек-Сандс. Мари и Матек-Сандс су и 2019. освојили Отворено првенство САД, чиме су постали први пар након 37 година који су одбранили титулу. Мари је такође постао први тенисер у опен ери који је три пута узастопно узео њујоршки гренд слем.
Поред пет титула има и три пораза у финалима: са Лизел Хубер дошао је до завршнице Отвореног првенства САД 2008, на Вимблдону 2018. партнерка му је била Викторија Азаренка, док је на Отвореном првенству Аустралије 2020. наступио са Американком Матек-Сандс.
Био је члан репрезентације Велике Британије која је 2015. освојила Дејвис куп, први после 79 година.

## Гренд слем финала

### Парови: 5 (2:3)
| Исход     | Бр. | Година | Турнир        | Подлога | Партнер      | Противници                               | Резултат           |
| --------- | --- | ------ | ------------- | ------- | ------------ | ---------------------------------------- | ------------------ |
| Финалиста | 1.  | 2015.  | Вимблдон      | Трава   | Џон Пирс     | Жан-Жилијен Ројер Орија Текау            | 6:7(5:7), 4:6, 4:6 |
| Финалиста | 2.  | 2015.  | ОП САД        | Тврда   | Џон Пирс     | Пјер-Иг Ербер Никола Маи                 | 4:6, 4:6           |
| Победник  | 1.  | 2016.  | ОП Аустралије | Тврда   | Бруно Соарес | Данијел Нестор Радек Штјепанек           | 2:6, 6:4, 7:5      |
| Победник  | 2.  | 2016.  | ОП САД        | Тврда   | Бруно Соарес | Пабло Карењо Буста Гиљермо Гарсија-Лопез | 6:2, 6:3           |
| Финалиста | 3.  | 2021.  | ОП САД (2)    | Тврда   | Бруно Соарес | Раџив Рам Џо Салисбери                   | 6:3, 2:6, 2:6      |

### Мешовити парови: 8 (5:3)
| Исход     | Бр. | Година | Турнир        | Подлога | Партнерка          | Противници                       | Резултат         |
| --------- | --- | ------ | ------------- | ------- | ------------------ | -------------------------------- | ---------------- |
| Победник  | 1.  | 2007.  | Вимблдон      | Трава   | Јелена Јанковић    | Алиша Молик Јонас Бјеркман       | 6:4, 3:6, 6:1    |
| Финалиста | 1.  | 2008.  | ОП САД        | Тврда   | Лизел Хубер        | Кара Блек Леандер Паес           | 6:7(6:8), 4:6    |
| Победник  | 2.  | 2017.  | Вимблдон (2)  | Трава   | Мартина Хингис     | Хедер Вотсон Хенри Континен      | 6:4, 6:4         |
| Победник  | 3.  | 2017.  | ОП САД        | Тврда   | Мартина Хингис     | Џан Хаоћинг Мајкл Винус          | 6:1, 4:6, [10:8] |
| Финалиста | 2.  | 2018.  | Вимблдон      | Трава   | Викторија Азаренка | Никол Меличар Александар Пеја    | 6:7(1:7), 3:6    |
| Победник  | 4.  | 2018.  | ОП САД (2)    | Тврда   | Бетани Матек-Сандс | Алицја Росолска Никола Мектић    | 2:6, 6:3, [11:9] |
| Победник  | 5.  | 2019.  | ОП САД (3)    | Тврда   | Бетани Матек-Сандс | Џан Хаоћинг Мајкл Винус          | 6:2, 6:3         |
| Финалиста | 3.  | 2020.  | ОП Аустралије | Тврда   | Бетани Матек-Сандс | Барбора Крејчикова Никола Мектић | 7:5, 4:6, [1:10] |

## Финала АТП мастерс 1000 серије

### Парови: 6 (1:5)
| Исход     | Бр. | Година | Турнир        | Подлога | Партнер      | Противници                        | Резултат         |
| --------- | --- | ------ | ------------- | ------- | ------------ | --------------------------------- | ---------------- |
| Финалиста | 1.  | 2016.  | Монте Карло   | Шљака   | Бруно Соарес | Пјер-Иг Ербер Никола Маи          | 6:4, 0:6, [6:10] |
| Финалиста | 2.  | 2016.  | Торонто       | Тврда   | Бруно Соарес | Иван Додиг Марсело Мело           | 4:6, 4:6         |
| Финалиста | 3.  | 2017.  | Синсинати     | Тврда   | Бруно Соарес | Пјер-Иг Ербер Никола Маи          | 6:7(6:8), 4:6    |
| Победник  | 1.  | 2018.  | Синсинати     | Тврда   | Бруно Соарес | Хуан Себастијан Кабал Роберт Фара | 4:6, 6:3, [10:6] |
| Финалиста | 4.  | 2018.  | Шангај        | Тврда   | Бруно Соарес | Лукаш Кубот Марсело Мело          | 4:6, 2:6         |
| Финалиста | 5.  | 2020.  | Синсинати (2) | Тврда   | Нил Скупски  | Пабло Карењо Буста Алекс де Минор | 2:6, 5:7         |

## АТП финала

### Парови: 55 (27:28)
| Легенда                        |
| ------------------------------ |
| Гренд слем турнири (2:3)       |
| Завршно првенство сезоне (0:0) |
| АТП мастерс 1000 (1:5)         |
| АТП 500 (8:10)                 |
| АТП 250 (16:10)                |

| Финала по подлози |
| ----------------- |
| Тврда (20:19)     |
| Шљака (4:5)       |
| Трава (3:4)       |

| Финала по локацији |
| ------------------ |
| Отворено (20:21)   |
| Дворана (7:7)      |

| Исход     | Бр. | Датум               | Турнир                       | Подлога   | Партнер      | Противници                               | Резултат               |
| --------- | --- | ------------------- | ---------------------------- | --------- | ------------ | ---------------------------------------- | ---------------------- |
| Финалиста | 1.  | 31. јул 2006.       | Лос Анђелес, САД             | Тврда     | Ерик Буторак | Боб Брајан Мајк Брајан                   | 2:6, 4:6               |
| Финалиста | 2.  | 1. октобар 2006.    | Бангкок, Тајланд             | Тврда (д) | Енди Мари    | Јонатан Ерлих Анди Рам                   | 2:6, 6:2, [4:10]       |
| Победник  | 1.  | 19. фебруар 2007.   | Сан Хозе, САД                | Тврда (д) | Ерик Буторак | Крис Хагард Рајнер Шитлер                | 7:5, 7:6(8:6)          |
| Победник  | 2.  | 25. фебруар 2007.   | Мемфис, САД                  | Тврда (д) | Ерик Буторак | Јулијан Ноул Јирген Мелцер               | 7:5, 6:3               |
| Победник  | 3.  | 23. јун 2007.       | Нотингем, Велика Британија   | Трава     | Ерик Буторак | Џошуа Гудал Рос Хачинс                   | 4:6, 6:3, [10:5]       |
| Победник  | 4.  | 17. фебруар 2008.   | Делреј Бич, САД              | Тврда     | Макс Мирни   | Боб Брајан Мајк Брајан                   | 6:4, 3:6, [10:6]       |
| Финалиста | 3.  | 20. април 2008.     | Есторил, Португал            | Шљака     | Кевин Улијет | Џеф Куци Весли Муди                      | 2:6, 6:4, [8:10]       |
| Финалиста | 4.  | 21. јун 2008.       | Нотингем, Велика Британија   | Трава     | Џеф Куци     | Бруно Соарес Кевин Улијет                | 2:6, 6:7(5:7)          |
| Победник  | 5.  | 7. новембар 2010.   | Валенсија, Шпанија           | Тврда (д) | Енди Мари    | Махеш Бупати Макс Мирни                  | 7:6(10:8), 5:7, [10:7] |
| Победник  | 6.  | 25. септембар 2011. | Мец, Француска               | Тврда (д) | Андре Са     | Лукаш Длухи Марсело Мело                 | 6:4, 7:6(9:7)          |
| Победник  | 7.  | 9. октобар 2011.    | Токио, Јапан                 | Тврда     | Енди Мари    | Франтишек Чермак Филип Полашек           | 6:1, 6:4               |
| Финалиста | 5.  | 5. фебруар 2012.    | Монпеље, Француска           | Тврда (д) | Пол Хенли    | Никола Маи Едуар Роже-Васелен            | 4:6, 6:7(4:7)          |
| Победник  | 8.  | 14. април 2013.     | Хјустон, САД                 | Шљака     | Џон Пирс     | Боб Брајан Мајк Брајан                   | 1:6, 7:6(7:3), [12:10] |
| Победник  | 9.  | 28. јул 2013.       | Гштад, Швајцарска            | Шљака     | Џон Пирс     | Пабло Андухар Гиљермо Гарсија-Лопез      | 6:3, 6:4               |
| Победник  | 10. | 29. септембар 2013. | Бангкок, Тајланд             | Тврда (д) | Џон Пирс     | Томаш Беднарек Јохан Брунстрем           | 6:3, 3:6, [10:6]       |
| Финалиста | 6.  | 6. октобар 2013.    | Токио, Јапан                 | Тврда     | Џон Пирс     | Рохан Бопана Едуар Роже-Васелен          | 6:7(5:7), 4:6          |
| Победник  | 11. | 4. мај 2014.        | Минхен, Немачка              | Шљака     | Џон Пирс     | Колин Флеминг Рос Хачинс                 | 6:4, 6:2               |
| Финалиста | 7.  | 15. јун 2014.       | Лондон, Велика Британија     | Трава     | Џон Пирс     | Александар Пеја Бруно Соарес             | 6:4, 6:7(4:7), [4:10]  |
| Финалиста | 8.  | 23. август 2014.    | Винстон-Сејлем, САД          | Тврда     | Џон Пирс     | Хуан Себастијан Кабал Роберт Фара        | 3:6, 4:6               |
| Финалиста | 9.  | 28. септембар 2014. | Куала Лумпур, Малезија       | Тврда (д) | Џон Пирс     | Марћин Матковски Леандер Паес            | 6:3, 6:7(5:7), [5:10]  |
| Победник  | 12. | 11. јануар 2015.    | Бризбејн, Аустралија         | Тврда     | Џон Пирс     | Александар Долгополов Кеј Нишикори       | 6:3, 7:6(7:4)          |
| Финалиста | 10. | 15. фебруар 2015.   | Ротердам, Холандија          | Тврда (д) | Џон Пирс     | Жан-Жилијен Ројер Орија Текау            | 6:3, 3:6, [8:10]       |
| Финалиста | 11. | 26. април 2015.     | Барселона, Шпанија           | Шљака     | Џон Пирс     | Марин Драгања Хенри Континен             | 3:6, 7:6(8:6), [9:11]  |
| Финалиста | 12. | 11. јул 2015.       | Вимблдон, Велика Британија   | Трава     | Џон Пирс     | Жан-Жилијен Ројер Орија Текау            | 6:7(5:7), 4:6, 4:6     |
| Победник  | 13. | 2. август 2015.     | Хамбург, Немачка             | Шљака     | Џон Пирс     | Хуан Себастијан Кабал Роберт Фара        | 2:6, 6:3, [10:8]       |
| Финалиста | 13. | 12. септембар 2015. | Њујорк, САД                  | Тврда     | Џон Пирс     | Пјер-Иг Ербер Никола Маи                 | 4:6, 4:6               |
| Финалиста | 14. | 25. октобар 2015.   | Беч, Аустрија                | Тврда (д) | Џон Пирс     | Лукаш Кубот Марсело Мело                 | 6:4, 6:7(3:7), [6:10]  |
| Финалиста | 15. | 1. новембар 2015.   | Базел, Швајцарска            | Тврда (д) | Џон Пирс     | Александар Пеја Бруно Соарес             | 5:7, 5:7               |
| Победник  | 14. | 16. јануар 2016.    | Сиднеј, Аустралија           | Тврда     | Бруно Соарес | Рохан Бопана Флорин Мерђа                | 6:3, 7:6(8:6)          |
| Победник  | 15. | 30. јануар 2016.    | Мелбурн, Аустралија          | Тврда     | Бруно Соарес | Данијел Нестор Радек Штјепанек           | 2:6, 6:4, 7:5          |
| Финалиста | 16. | 17. април 2016.     | Монте Карло, Монако          | Шљака     | Бруно Соарес | Пјер-Иг Ербер Никола Маи                 | 6:4, 0:6, [6:10]       |
| Финалиста | 17. | 31. јул 2016.       | Торонто, Канада              | Тврда     | Бруно Соарес | Иван Додиг Марсело Мело                  | 4:6, 4:6               |
| Победник  | 16. | 10. септембар 2016. | Њујорк, САД                  | Тврда     | Бруно Соарес | Пабло Карењо Буста Гиљермо Гарсија-Лопез | 6:2, 6:3               |
| Финалиста | 18. | 14. јануар 2017.    | Сиднеј, Аустралија           | Тврда     | Бруно Соарес | Весли Колхоф Матве Миделкоп              | 3:6, 5:7               |
| Победник  | 17. | 5. март 2017.       | Акапулко, Мексико            | Тврда     | Бруно Соарес | Џон Изнер Фелисијано Лопез               | 6:3, 6:3               |
| Победник  | 18. | 18. јун 2017.       | Штутгарт, Немачка            | Трава     | Бруно Соарес | Оливер Марах Мате Павић                  | 6:7(4:7), 7:5, [10:5]  |
| Победник  | 19. | 25. јун 2017.       | Лондон, Велика Британија     | Трава     | Бруно Соарес | Жилијен Бенето Едуар Роже-Васелен        | 6:2, 6:3               |
| Финалиста | 19. | 20. август 2017.    | Синсинати, САД               | Тврда     | Бруно Соарес | Пјер-Иг Ербер Никола Маи                 | 6:7(6:8), 4:6          |
| Финалиста | 20. | 8. октобар 2017.    | Токио, Јапан (2)             | Тврда     | Бруно Соарес | Бен Маклахлан Јасутака Учијама           | 4:6, 6:7(1:7)          |
| Финалиста | 21. | 5. јануар 2018.     | Доха, Катар                  | Тврда     | Бруно Соарес | Оливер Марах Мате Павић                  | 2:6, 6:7(6:8)          |
| Победник  | 20. | 4. март 2018.       | Акапулко, Мексико (2)        | Тврда     | Бруно Соарес | Боб Брајан Мајк Брајан                   | 7:6(7:4), 7:5          |
| Финалиста | 22. | 24. јун 2018.       | Лондон, Велика Британија (2) | Трава     | Бруно Соарес | Хенри Континен Џон Пирс                  | 4:6, 3:6               |
| Победник  | 21. | 5. август 2018.     | Вашингтон, САД               | Тврда     | Бруно Соарес | Мајк Брајан Едуар Роже-Васелен           | 3:6, 6:3, [10:4]       |
| Победник  | 22. | 19. август 2018.    | Синсинати, САД               | Тврда     | Бруно Соарес | Хуан Себастијан Кабал Роберт Фара        | 4:6, 6:3, [10:6]       |
| Финалиста | 23. | 14. октобар 2018.   | Шангај, Кина                 | Тврда     | Бруно Соарес | Лукаш Кубот Марсело Мело                 | 4:6, 2:6               |
| Победник  | 23. | 12. јануар 2019.    | Сиднеј, Аустралија (2)       | Тврда     | Бруно Соарес | Хуан Себастијан Кабал Роберт Фара        | 6:4, 6:3               |
| Финалиста | 24. | 28. април 2019.     | Барселона, Шпанија (2)       | Шљака     | Бруно Соарес | Хуан Себастијан Кабал Роберт Фара        | 4:6, 6:7(4:7)          |
| Финалиста | 25. | 29. август 2020.    | Синсинати, САД (2)           | Тврда     | Нил Скупски  | Пабло Карењо Буста Алекс де Минор        | 2:6, 5:7               |
| Финалиста | 26. | 1. новембар 2020.   | Беч, Аустрија (2)            | Тврда (д) | Нил Скупски  | Лукаш Кубот Марсело Мело                 | 6:7(5:7), 5:7          |
| Победник  | 24. | 14. новембар 2020.  | Софија, Бугарска             | Тврда (д) | Нил Скупски  | Јирген Мелцер Едуар Роже-Васелен         | предаја                |
| Победник  | 25. | 7. фебруар 2021.    | Мелбурн 1, Аустралија        | Тврда     | Бруно Соарес | Хуан Себастијан Кабал Роберт Фара        | 6:3, 7:6(9:7)          |
| Финалиста | 27. | 10. септембар 2021. | Њујорк, САД (2)              | Тврда     | Бруно Соарес | Раџив Рам Џо Салисбери                   | 6:3, 2:6, 2:6          |
| Победник  | 26. | 31. октобар 2021.   | Санкт Петербург, Русија      | Тврда (д) | Бруно Соарес | Андреј Голубјев Иго Нис                  | 6:3, 6:4               |
| Финалиста | 28. | 20. фебруар 2022.   | Рио, Бразил                  | Шљака     | Бруно Соарес | Симоне Болели Фабио Фоњини               | 5:7, 7:6(7:2), [6:10]  |
| Победник  | 27. | 27. август 2022.    | Винстон-Сејлем, САД          | Тврда     | Метју Ебден  | Иго Нис Јан Зелински                     | 6:4, 6:2               |

## Остала финала

### Тимска такмичења: 1 (1:0)
| Исход    | Бр. | Датум                 | Турнир                    | Подлога   | Партнери                         | Противници                                            | Резултат | Извор  |
| -------- | --- | --------------------- | ------------------------- | --------- | -------------------------------- | ----------------------------------------------------- | -------- | ------ |
| Победник | 1.  | 27–29. новембар 2015. | Дејвис куп, Гент, Белгија | Шљака (д) | Енди Мари Кајл Едмунд Џејмс Ворд | Давид Гофен Стив Дарси Рубен Бемелманс Кимер Копејанс | 3:1      | [ 16 ] |